# Luigi Bandini Buti
Luigi Bandini Buti (Milano, 22 marzo 1930 – Milano, 12 settembre 2018) è stato un architetto italiano, ergonomo europeo e specialista in Progettazione Universale.

## Biografia
Nasce il 22 marzo 1930 in una famiglia di origine romagnola. Il padre Antonio, giornalista, era stato redattore delle riviste del Touring Club Italiano e poi aveva sviluppato altre importanti attività editoriali come la fondazione della rivista Quattroruote (redattore capo sin dal primo numero - febbraio 1956). La madre Maria, maestra, pur se morta in giovane età, è considerata come una pioniera della moderna pedagogia. Il fratello Alberto è stato un ingegnere, giornalista e divulgatore scientifico.
Luigi nel 1961 si sposa ed ha presto due figli (Cristina e Simone). Divorziato, si risposerà nel 1988 ma rimarrà vedovo nel 1997.
Si laurea nel 1955 in architettura al Politecnico di Milano con Piero Portaluppi e Gio Ponti. 
Subito dopo la laurea e il servizio militare, collabora da esterno con prestigiosi architetti italiani: Ignazio Gardella (piano urbanistico ed edifici alla Pineta di Arenzano), Franco Albini (che gli affida la direzione artistica della linea 1 della Metropolitana Milanese) e Marco Zanuso e  Danilo Solari (mostra al Museo della Scienza e della Tecnica di Milano, piscina ai Piani d'Invrea).
Aperto un proprio studio professionale, comincia a svolgere attività professionale e di docenza come assistente di Lodovico Barbiano di Belgiojoso a Venezia e poi a Milano.
Nel 1968 risponde alle istanze del cambiamento avvicinandosi all'ergonomia, allora pressoché ignota in Italia, a fianco di Cajo Plinio Odescalchi e di Enzo Spaltro. Partecipa allo sviluppo della SIE, Società Italiana di Ergonomia (di cui diventerà presidente dal 1988 al 1993) e fonda con Cajo Plinio Odescalchi (medico del lavoro), Gabriele Cortili (fisiologo) ed Enrico Moretti (fisico) la SEA, Società di Ergonomia Applicata (1970-2010) con l'intento di progettare interventi ergonomici per gli ambienti di lavoro e di vita. Per le attività svolte sull'ambiente di lavoro riceve nel 1981 il premio ”Compasso d’Oro ADI” per la ricerca “Il design ergonomico – Ricerca applicata alla rotativa di stampa”. 
Nel 2006 sviluppa una innovativa concezione della cultura del progetto, Ergonomia Olistica,  introducendo il concetto della valorizzazione dell'individuo nella sua interezza (in contrapposizione con lo spezzettamento dell'uomo visto dagli specialismi) che definisce nel libro omonimo.
Dal 2006 si occupa prevalentemente di Design for All divenendo nel 2007 membro dal Consiglio Direttivo dell'associazione Design for All Italia (National Member Organisation Italiana dell'EIDD - Design for All Europe), e dal 2009 al 2013 ne è Presidente.
È stato membro di giurie come il Premio Smau (1994 e 2004) e Well-Tech Award (2010 - 2012), ha partecipato a convegni e congressi in Italia ed all'estero. In Italia ha insegnato alla "Scuola del Design" del Politecnico di Milano, alla "Nuova Accademia di Belle Arti" (NABA), all'"Accademia di belle arti di Brera", alla "Scuola Politecnica di Design", all'"Istituto europeo di design" a Milano e all'Università “La Sapienza” a Roma. All'estero ha effettuato interventi all'"Università Veritas", San Jose, (Costa Rica), all'"Università del Quebec" a Montreal (Canada), a "Les Ateliers - Ecole Nationale de Création Industrielle" di Parigi, all'"Istituto di Disegno Industriale" di La Valletta (Malta) e a l'"Oficina Nacional de Diseño Industrial" de L'Avana (Cuba).
Ha partecipato attivamente al gruppo di lavoro “Principi generali " dell'Uni (Ente Italiano di Unificazione) collaborando alla redazione della norma "Usabilità dei prodotti industriali” emanata nel settembre 2010 come UNI 11377. 
Come riconoscimenti alla sua attività si può ricordare il Compasso d'Oro ADI, premio nel 1981  alla ricerca “Il design ergonomico ” e selezione nel 1979 alla “nastroteca” 3M Minnesota Italia.  
L'American Institute of Architects di San Diego (USA) ha premiato con la selezione e la produzione di un prototipo, il progetto di una posizione impropriamente seduta per l'industria (1976).
Le sue ceneri sono tumulate in una celletta del cimitero di Lambrate, a Milano.

## Attività professionali
Le principali attività professionali sono state svolte per Alfa Lancia industriale (Torino), Assarredo Federlegno (Milano), Chiesi Farmaceutici (Parma), Coop Italia, CEFLA (Imola), I.N.R.E.S (Bologna), Fiat Auto (Torino), Ferrari Auto, (Maranello), Gillette Italia (Milano), Italtel (Milano), Kartell (Binasco), 3M Minnesota Italia (Milano), Whirlpool Corporation (Cassinetta VA), Ultravox (Milano), Zanussi Grandi Impianti (Pordenone). In particolare per Ultravox ha disegnato la radio "Quadrifoglio" e per Italtel  il telefono "Rialto".
In particolare dal 1983 al 1999 Luigi Bandini Buti è stato consulente del Gruppo Fiat per l'introduzione dell'ergonomia negli interni delle loro autovetture (Fiat, Lancia, Alfa Romeo e Ferrari). Durante lo sviluppo di queste attività ha definito una originale metodologia per l'analisi della gradevolezza percepita dagli utenti (SEQUAM, Sensorial Quality Method, 1992). Recentemente è stato consulente di Autogrill per l'introduzione del Design for All nella struttura Villoresi Est e nel 2015 della Soprintendenza Speciale per i Beni Archeologici di Roma per l'accessibilità del Foro Romano. Nel corso delle sue attività Luigi Bandini Buti ha avuto occasione di ottenere alcuni brevetti d'invenzione a nome suo o del committente Fiat.

## Opere
- Bandini Buti L., Ask Yourself the Right Question. A rational approach to Design for All in Italy, Springer 2018
- Bandini Buti L., Io c'ero - Riflessioni di chi ha vissuto gli anni d'oro del design e dell'ergonomia italiani, Maggioli Editore, Rimini 2016
- Bandini Buti L., Design for All - Aree di ristoro - Il caso Autogrill, Maggioli Editore, Rimini 2013
- Bandini Buti L., Bisson M., Boeri C., Gellini G., Zingale S. (a cura di), Progetto & Multisensorialità, Franco Angeli, Milano 2010
- Bandini Buti L., Ergonomia Olistica, Franco Angeli, Milano 2008
- Bandini Buti L., Cosenza G., Massarutto L., Ergonomia del Web, Sole 24 Ore, Milano 2002
- Bandini Buti L., Ergonomia degli uffici: l'uomo, il prodotto, l'ambiente, Sole 24 Ore, Milano 2001
- Bandini Buti L., Ergonomia e prodotto: dell'utile e del piacevole, Sole 24 Ore, Milano 2001
- Bandini Buti L., Ergonomia e progetto, Maggioli Editore, Rimini 1998

## Articoli
- Bandini Buti L., Ergonomia olistica, in Pizzocaro S., Figiani M., Argomenti di ergonomia,  Franco Angeli, 2009, ppg. 81-96
- Bandini Buti L., Emotional car in F.Tosi, Car Design, Edizioni Polidesign, Milano 2006 pagg. 27-50
- Accolla A., Bandini Buti L., Design for all ed ergonomia in Ergonomia, Moretti e Vitali Editori, Bergamo 2005
- Bandini Buti L., voci in International Encyclopedia of Ergonomics and Human Factors, Taylor a Francis, London, 2001
  - Product Sensorial Quality  pagg. 756-760
  - Design of Automobile Interiors  pagg. 920-924
  - Ergonomic Product Design, pagg. 934-938
  - The ergonomic Quality of Products, pagg. 1133-1137
- Odescalchi C.P., Bandini Buti L., G. Cortili G., Moretti E. La concezione ergonomica, le condizioni di attuazione, il suo contributo alla prevenzione. Atti della Comunità Europea del Carbone e dell'Acciaio (CECA),  Lussemburgo 1977.- Doc. N.°1654/75 i ACE
- Grieco A., Bandini Buti L., Cortili G., Odescalchi C.P. Medicina preventiva ed ergonomia. Le scienze, Scientific American n.73,  Settembre 1974, 124-131
- Bandini Buti L., Odescalchi C.P., Spaltro E. Design ergonomico: studio ergonomico per la progettazione di spazi per attività ludiche infantili. Casabella n.330,  Novembre 1968, 46-53